# فيروسات نجمية
الفيروسات النجمية (بالإنجليزية: Astroviridae)‏ هي عائلة من الفيروسات اٍيجابية ذات رنا أحادي السلسلة. تضم هذه العائلة جنس:
فيروس نجمي اٍكتشف عام 1975 م باٍستعمال المجهر الاٍلكتروني عقب وباء إسهال تفشي لدى البشر. بالاٍضافة اٍلى البشر، تم عزل الفيروس من العديد من أنواع الحيوانات الثديية (وصنفت كجنس سمي فيروس نجمي الثدييات)

## العلامات والأعراض لدى البشر
تُعتبر الفيروسات النجمية أفراد عائلة فيروسات جديدة نسبيًا، وهي النجمية، وتعد السبب الرئيسي للإصابة بالتهاب المعدة والأمعاء لدى الأطفال، ذوي الأجهزة المناعية غير النامية، وكبار السن، ذوي الأجهزة المناعية الضعيفة بشكل عام. يشير وجود الجسيمات الفيروسية في البراز وفي الخلايا المعوية الظهارية إلى أن الفيروس يتكاثر في الجهاز الهضمي لدى البشر. تشمل الأعراض الرئيسية الإسهال، يليها الغثيان والإقياء والحمى والتوعك وآلام البطن. أظهرت بعض الدراسات البحثية أن فترة حضانة المرض تتراوح من ثلاثة إلى أربعة أيام تقريبًا. عادةً، لا تكون عدوى الفيروسات النجمية خطيرة ونادرًا ما تؤدي إلى التجفاف. ترتبط شدة الأعراض وتنوعها بالمنطقة التي تظهر فيها الحالة. قد يرجع ذلك إلى العوامل المناخية التي تؤثر على دورة الحياة أو طريقة انتقال الذريّة المعينة من الفيروس النجمي. يسبب سوء التغذية ونقص المناعة تفاقم الحالة، ما يؤدي إلى حالات أكثر حدة أو حالات ثانوية قد تتطلب رعاية في المستشفى. خلاف ذلك، لا يحتاج الأشخاص المصابون إلى دخول المستشفى لأن الأعراض ستتراجع من تلقاء نفسها، بعد يومين إلى 4 أيام.

### التشخيص
استُخدم المجهر الإلكتروني والمقايسة الامتصاصية المناعية للإنزيم المرتبط (إلايزا) والتألق المناعي وتفاعل البوليمراز المتسلسل للكشف عن وجود الفيروس أو مولدات الضد أو الحمض النووي الفيروسي في براز المصابين. استُخدمت طريقة تستخدم تفاعل البوليمراز المتسلسل للنسخ العكسي بالزمن الحقيقي، والتي يمكنها الكشف عن جميع الأنماط الجينية للفيروسات النجمية البشرية.

## الإمراضية
تسبب الفيروسات النجمية التهاب المعدة والأمعاء عن طريق تخريب الظهارة المعوية، ما يؤدي إلى تثبيط آلية الامتصاص المعتادة، وفقدان الوظائف الإفرازية، وانخفاض النفاذية الظهارية في الأمعاء. تبين أن الاستجابات الالتهابية لا تؤثر على إمراضية الفيروسات النجمية.

## الوبائية
حددت دراسة للأمراض المعوية في المملكة المتحدة، نُشرت في عام 1999، معدل وقوع 3.8/1000 مريض في السنة (مجال ثقة 95%، المدى 2.3-6.4)، واعتبرت الفيروس رابع أكثر الأسباب شيوعًا لالتهاب المعدة والأمعاء الفيروسي. كشفت دراسات أجريت في الولايات المتحدة الأمريكية وجود فيروسات نجمية في براز 2-9% من الأطفال الذين تظهر عليهم الأعراض؛ المرض أكثر شيوعًا لدى الأطفال الذين تقل أعمارهم عن عامين، رغم وجود حالات تفشٍّ بين البالغين وكبار السن. أثبتت الدراسات المبكرة التي أجريت في غلاسكو أن نسبة كبيرة من الأطفال الذين يطرحون جزيئات الفيروس، بلغت 12%، لم تظهر عليهم أعراض هضمية. أظهرت دراسات الانتشار المصلي التي أجريت في الولايات المتحدة أن 90% من الأطفال لديهم أجسام مضادة للفيروس النجمي البشري-1 (HastV-1) في سن التاسعة، ما يشير إلى أن العدوى (دون أعراض تقريبًا) شائعة. كما هو الحال مع معظم الأسباب الفيروسية لالتهاب المعدة والأمعاء، تكون ذروة الوقوع في فصل الشتاء.
يكون البشر من جميع الأعمار أكثر عرضة للإصابة بالفيروس النجمي، لكن الأطفال وكبار السن والذين يعانون من نقص المناعة هم الأكثر عرضة للإصابة. يكتسب معظم الأطفال أجسامًا مضادة للفيروسات النجمية في سن الخامسة، وبالنظر إلى نمط المرض، تبين أن الأجسام المضادة توفر الحماية طوال سن البلوغ، حتى يبدأ تعداد الأجسام المضادة في الانخفاض لاحقًا مع التقدم في السن.
ترتبط الفيروسات النجمية بنسبة 5-9% من حالات التهاب المعدة والأمعاء لدى الأطفال الصغار. يختلف تواتر حدوث الإصابة بالفيروسات النجمية بحسب الموسم. تكون العدوى في مناطق المناخ المعتدل أكثر حدوثًا خلال أشهر الشتاء. على النقيض من المناطق الاستوائية حيث يكون معدل الانتشار أعلى خلال موسم الأمطار. يعد هذا التوزع الموسمي للعدوى في المناخات المعتدلة أمرًا محيرًا إلى حد ما. لكن يمكن تفسير التوزع الموسمي في المناخات الاستوائية بتأثير الأمطار وخاصةً عندما تسبب انهيار الصرف الصحي في البلدان النامية.
الطريقة الرئيسية لانتقال الفيروسات النجمية هي عن طريق الطعام والمياه الملوثة. يكون الأطفال الذين أمضوا وقتًا في دور رعاية الأطفال أو البالغين في الثكنات العسكرية أكثر عرضة للإصابة بالمرض.